# Pacífico caucano
Occidente es una de las cinco subregiones que se subdivide el departamento colombiano del Cauca; está conformada por los siguientes municipios:
- Guapí
- López de Micay
- Timbiquí